# Irja Browallius
Agnes Irja Browallius, född 13 oktober 1901 i Helsingfors, död 9 december 1968 i Lidingö, var en svensk författare och lärare. Hon var dotter till skådespelaren Carl Browallius.
Browallius studerade först medicin vid Karolinska institutet 1922–1923 och därefter konst 1924–1925. 1924 var hon anställd vid Stockholms länsstyrelse. Efter lärarinneexamen vid Detthowska småskoleseminariet verkade Browallius som lärare i Glottra 1927–1937. Hon debuterade litterärt 1934 med novellsamlingen Vid byvägar och älgstigar. I sina böcker skildrade hon den närkingska bondemiljön realistiskt men med ödesbetonad händelseutveckling.
Browallius var medlem av samfundet De Nio från 1941 och av Albert Bonniers stipendienämnd för skönlitterära författare från 1942. Hon tilldelades De Nios Stora Pris 1952. Browallius är begravd på Lidingö kyrkogård.

### Läromedel
- ABC- och läsebok : första årskursen / bilderna av Mollie Faustman. Stockholm: Fritze. 1940. Libris 1362272
- Läsebok : för småskolans andra årskurs / Irja Browallius, Helge Haage ; bilderna av Mollie Faustman. Stockholm: Fritze. 1941. Libris 900764

## Priser och utmärkelser
- 1952 – De Nios Stora Pris
- 1959 – Landsbygdens författarstipendium
- 1962 – Doblougska priset